# Luigi Carlo Caron
Luigi Carlo Caron (Vercelli, 1º luglio 1879 – 24 maggio 1954) è stato un politico italiano.

## Biografia
Deputato nella XXIV legislatura del Regno d'Italia con l'Unione Liberale, rimase in carica dal 27 novembre 1913 al 29 settembre 1919.
Nel secondo dopoguerra fu membro della Democrazia Cristiana, con cui venne eletto Senatore della II legislatura della Repubblica Italiana, restando in carica dal 1953 fino al 24 maggio 1954, giorno della sua morte, avvenuta durante lo svolgimento del mandato all'età di 74 anni. Venne sostituito dal primo dei non eletti, Antonio Bussi.